# Diecezja Diamantino
Diecezja Diamantino (łac. Dioecesis Adamanteae) – diecezja Kościoła rzymskokatolickiego w Brazylii. Należy do metropolii Cuiabá, wchodzi w skład regionu kościelnego Oeste 2. Została erygowana przez papieża Piusa XI bullą Cura universae Ecclesiae w dniu 22 marca 1929 jako prałatura terytorialna. 16 października 1979 podniesiona do rangi diecezji.